# Шепетовский округ
Шепетовский округ (укр. Шепетівська округа) — административно-территориальная единица Украинской ССР в 1923—1930 и 1935—1937 годах. Центр — город Шепетовка.

## Округ в 1923—1930 годах
Шепетовский округ был образован в составе Волынской губернии в 1923 году, когда по всей УССР вводилось окружное деление. В 1925 году губернское деление было упразднено и округ перешёл в прямое республиканское подчинение.
По данным на 1 января 1926 года округ делился на 13 районов: Антонинский, Базалийский, Ганнопольский, Грицевский, Изяславский, Красиловский, Ляховецкий, Плужанский, Полонский, Славутский, Старо-Константиновский, Судилковский и Теофипольский.
В 1930 году Шепетовский округ был ликвидирован.
По данным на 1926 год в округе проживало 659,4 тыс. чел. В том числе украинцы — 81,3 %; поляки — 9,1 %; евреи — 7,3 %; русские — 1,1 %.

## Округ в 1935—1937 годах
Вновь Шепетовский округ был образован 1 апреля 1935 года в качестве пограничного округа Винницкой области. Делился на 9 районов: Антонинский, Берездовский, Грицевский, Изяславский, Ляховецкий, Плужнянский, Полонский, Славутский и Теофипольский. В 1937 году округ был упразднён, а его районы отошли к новой Каменец-Подольской области.